# 大陸の花嫁

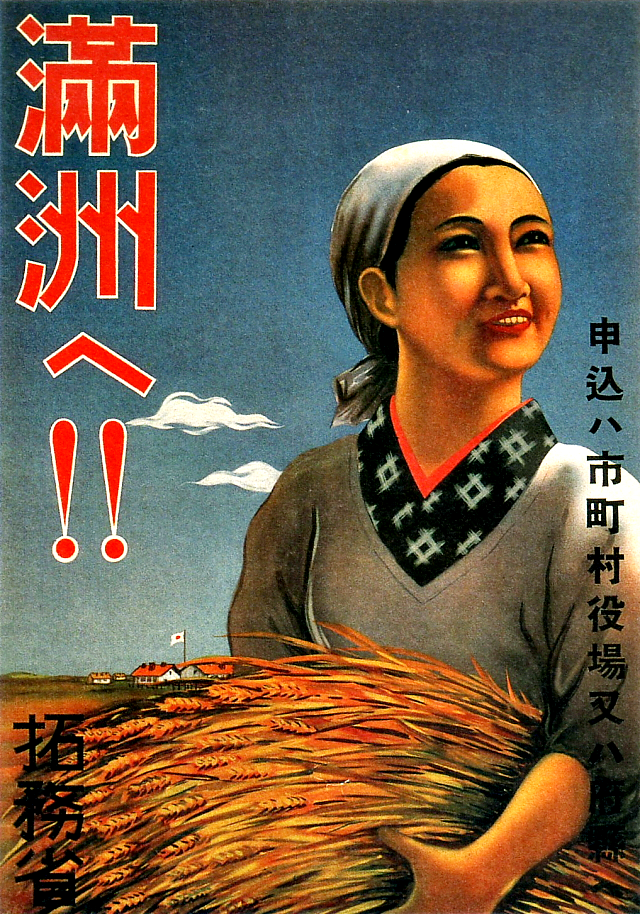
移民を募集するポスター

大陸の花嫁（たいりくのはなよめ）とは、満洲国の建国にともない行われた日本の移民政策のもと、日本から移民した男性との婚姻をきっかけとして渡満した日本人女性を意味する、メディアが用いた呼称。類似する言葉に開拓の花嫁、拓士の妻、北満の花嫁などがある。
日本から満洲国への移民が本格化し多数の青年が入植すると、配偶者問題が起こる。その為「満蒙開拓移民に伴侶を送ることは移民政策の成否を占う」として日本国政府が花嫁送出事業を推進した。最初の大陸の花嫁は1934年に渡満したが、花嫁送出が国策になるのは『二十カ年百万戸送出計画』が策定された1936年以降で、1938年から本格化して終戦直前まで続けられた。花嫁は単に送り出されるだけではなく、拓務省の助成で府県が講習会の開催や訓練所の開設を行い、農村の女性を中心に花嫁養成教育を受けさせた。また、婦人雑誌など様々なメディアは「純朴でつつましく、けなげで意志が強くて働き者」という大陸の花嫁のイメージを喧伝して国策に協力した。大陸の花嫁となった女性は、家庭の事情や社会的使命感、あるいはメディア宣伝による憧憬心や好奇心から募集に応じた。
開拓団として入植した女性は、開拓地で関東軍の兵站を支えるなど侵略政策の一端を担うが、戦争末期になると開拓団の男性は召集されたため、女性たちが中心となって開拓地を運営した。終戦を迎えると開拓地に残された女性らは自力で過酷な帰国（引き揚げ#満洲からの引き揚げ）を強いられ、集団自決をした開拓団もある。また、帰国の途上で強盗や強姦に遭ったり、帰国を諦めて中国残留婦人となった人も少なくなかった。
本記事では、開拓団に花嫁を送出した国策と、開拓団として満洲に入植した女性について記述する。

## 花嫁の送出

### 満洲移民事業と花嫁

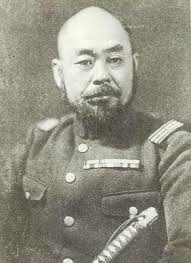
東宮鉄男

1932年に3月に満洲国が建国されると、その秋には日本から武装移民と呼ばれる第1次移民団が渡満する。第1次移民団は団員約500人のうち、妻帯者は30人に満たなかった。入植先は生活環境が悪く娯楽もなかったために、団員は不満をもって現地民に対して事件を起こす者が現れ、その解決策として家庭を持つことをが望まれるようになった。特に関東軍の東宮鉄男は花嫁招致に心を砕き、1933年には花嫁募集のポスターを作成し、内地の役所に送って協力を要請した。また、自ら『新日本の少女よ大陸へ嫁げ』を作詞し花嫁送出の機運を高めようとした。最初の花嫁が入植したのは1934年の4月で、この頃の斡旋は縁故や開拓団の出身地での写真見合いが主であった。また、内地では満洲についての理解も浅く、花嫁探しは容易ではなかった。
1936年に『二十カ年百万戸送出計画』が成立すると、満洲移民が国策となった。これにより一般人からも開拓民が募集されるようになるが、第5次・6次の団員の大部分は未婚であったため花嫁1万人を求めており、その他あわせて差し当たり2万人の花嫁が必要とされた。その頃から花嫁送出について拓務省が推進するようになり、また花嫁を単に送り出すだけでなく、満洲建国の意義や現地の気候風土などの教育を施して送り出されるようになってきた。花嫁養成訓練は府県が主催する形で女子拓殖講習会とした実施され、これに従事する女子拓殖指導者の養成も行われた。こうした花嫁養成は拓務省（後に大東亜省）と農林省・文部省・都府県自治体・関係団体が協力して行った。
1938年から義勇隊開拓団が送られるようになると、花嫁需要はさらに増した。『女子拓殖指導者提要』（1942年）によれば、開拓団員の21歳から25歳の独身率は75.8%、26歳から30歳までは26.5%であった。1939年1月には、拓務省・農林省・文部省が協力して『花嫁百万人大陸送出計画』を策定し、同年12月に閣議決定された『満洲開拓政策基本要綱』にも花嫁育成が記されるなど、「大陸進出の成否は花嫁送出に掛かっている（第74回帝国議会衆議院に提出された建議書）」とまで認識されるようになった。一方で、送り出す花嫁の養成訓練は講習会程度では不十分だとも認識され、さらに力が入れられるようになった。1940年には、現地に開拓女塾が開設され、翌年には7つの開拓団に開拓女塾が開設された。また、内地でも1941年に女子拓務訓練所が全国8か所に設置された。こうした養成機関の提要では、花嫁は開拓民配偶者と記され、以下のような役割を果たすよう指導が行われた。
以上のような開拓団への花嫁の募集・訓練・斡旋・送出を、国は「女子拓殖事業」と呼んだ。
その一方で、花嫁養成訓練を受けた女性でも、実際に花嫁となって渡満する人は少なかった。『女性拓殖指導者提要』（1942年）によれば、1937年から1940年までで講習会を受講した者のうち、大陸の花嫁となった女性は全体の10.1%と記されている。その理由は、日本国内の人手不足である。戦争が長期化し、働き手として女性が求められるようになり、都市部では人手が慢性的に不足していた。また、満洲に対するネガティブなイメージから、渡満に親が反対したケースも多かったとされる。こうした世情を変えるべく「大陸の花嫁」のキャッチコピーと共に花嫁送出を宣伝したのが、新聞・ニュース映画・婦人雑誌などのメディアや、小説・映画・歌謡・落語などの娯楽であった。
こうして国家事業として行われた大陸の花嫁として渡満した女性について、その総数、あるいはその後の惨状ついて、日本政府は把握していない。考察の頼りとなるのは開拓団を送り出した各地に残されている記録だが、名簿を作成している開拓団も限られ、また性別や婚姻関係も不確かな事が多い。1941年に行われた40箇所の開拓団に居る母親868人への調査によると、入植した時期については結婚と同時が192人と最も多く、結婚後1か月が179人と続いており、入植のきっかけが婚姻であった女性が大多数であったと考えられる。花嫁の送出は終戦間近まで続けられた。『石川県満蒙開拓史』（1982年）では、終戦の2日前に開拓地に着いた花嫁がいたことが報告されている。

### 花嫁の養成
開拓団への花嫁斡旋は1934年ごろから始まるが、そのころは開拓団を送り出した市町村を中心とした募集が行われた。募集は各地域に数が割り当てられており、長野県では県の学務部長から自治体の首長、学校長、女子青年団長宛てに通達がされている。1938年頃から花嫁養成に対して公的な助成が始まるが、女子拓殖事業が本格化したのは1939年に『満洲開拓政策基本要綱』が閣議決定されてからである。
これ以降、花嫁養成と配偶者斡旋にあたる指導者の養成と、講習会などの実施が推進された。

#### 女子拓殖指導者
花嫁養成を担ったのは、女子拓殖指導者である。指導者を養成する拓殖指導者講習会は、1938年に第1回が茨城県内原の日本国民高等学校女子部（現：日本農業実践学園）で行われた。当初は、指導者養成は全国統一的な指導を図るために中央レベルで実施されたが、1942年の『満洲開拓女子拓殖事業対策要綱』により地方でも指導者養成が図られるようになった。
指導者には、女子拓殖講習会を行う指導者と、斡旋を行う指導者の2つがあった。前者は青年学校や国民学校の女教員に対し短期合宿訓練が行われ、花嫁養成の指導や生活訓練に必要な心得を体得させた。後者は地方有力婦人に講習会を実施して、花嫁斡旋に必要な知識を教えた。1941年には受講修了者の同志的組織として女子拓殖同志会が設立され、指導者は同志会の活動を通して相互の親睦連絡を図りながら花嫁の斡旋に携わった。また、指導者の中から優秀な者を女子拓殖中央訓練所にて養成し、女子拓殖指導員とした。指導員は道府県から委嘱された名誉職で、地方における女子拓殖事業の中核を担った。

#### 女子拓殖講習会
女子拓殖講習会は、未婚女子に対して満洲移民事業に対する意識啓発と涵養を目的として行われた。1936年に宮城ではじめて実施され、1938年から拓務省の助成が行われるようになり、開拓団を送り出した地域を中心に全国各地で行われた。『女子拓殖指導者提要』（1942年）には、1940年度の講習会が40府県において計165回行われ全受講者は7755名、1942年には受講者は概ね毎年9000名と記録されている。また、講習会は「満蒙開拓女子青年塾」「満蒙開拓花嫁学校」「大陸の花嫁講習会」など様々な通称で呼ばれていた。
講習会は合宿制で、期間は5日から20日まで様々であった。会場には小学校や農学校女子部、青年学校女子部などが充てられ、受講生数も20名から70名と様々である。訓練は儀礼・儀式に重点が行われ、精神訓話と合わせてイデオロギー形成が意図されていた。この講習会を受けた女子の中から一定の条件を満たした者によって東亜建設女子同志会が結成された。同志会は訓練修了者をプールして、勤労奉仕隊もしくは開拓女塾へと送り込むための組織で、府県の区域ごとに結成され、会員相互の親睦を図りつつ随時講習や訓練を受けさせていた。また、受講生が花嫁志望に至っても親の反対により断念する場合があったため、一般婦人に対する啓蒙を目的とした講習会も行われていた。

#### 開拓女塾

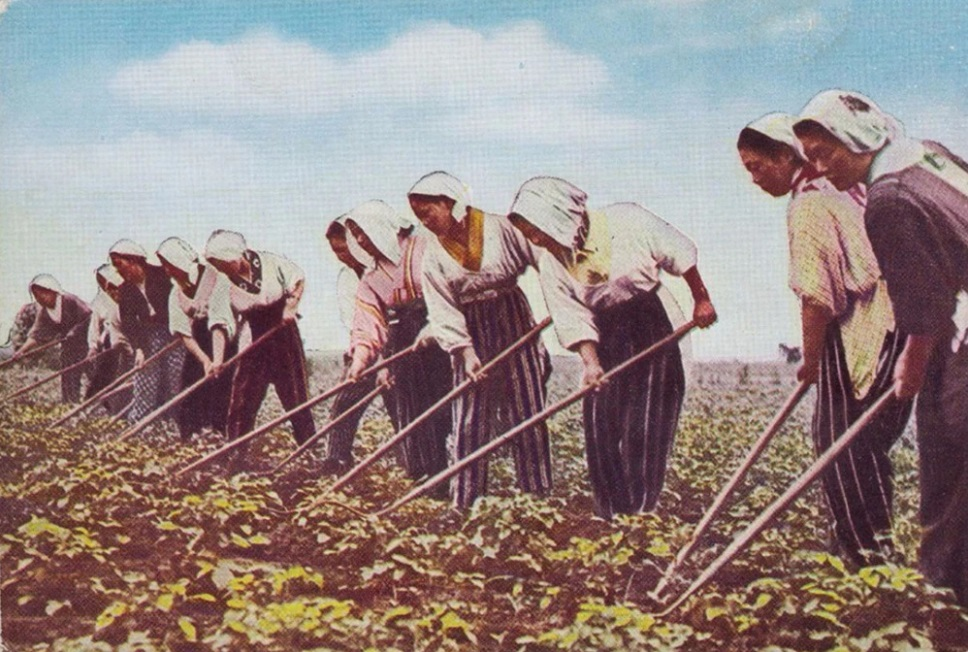
開拓花嫁学校の生徒
（当時の絵葉書・北安省）

進んで大陸の花嫁になろうとする女性の為に、現地で必要な訓練を行う目的で開拓団におかれたのが開拓女塾である。開拓女塾は関東軍の要請で計画され、最初に設置されたのは1940年の安拝開拓団である。運営費用は日本国政府と満洲国政府が分担し、塾生には渡航費用も支出された。1941年には7つの開拓団で開設され、約200人が入塾。終戦時には16箇所に置かれていた。
『新満洲』（1940年・第4巻12号）に掲載された視察報告によれば、塾生は女学校出身で、朝の行事以外は訓練らしいものはなく、開拓団の雑用全般を手伝っていたと考えられる。塾生は高い確率で花嫁になったとされるが、その理由は渡満により親元から離れたことに加え、塾長からの圧力や帰国旅費の自己負担などが重荷となって花嫁になる決意を固めざるを得なかったためだと推測されている。『満洲開拓史』（1964年）には、累計で少なくとも405人が花嫁になったと記録されている。

#### 女子拓務訓練所
大東亜省は、女子拓殖訓練の道場として全国都府県に女子拓務訓練所の設置を奨励し、助成金を出した。訓練所はメディアなどからは「大陸の花嫁学校」の異名で呼ばれた。1941年には長野・愛媛・山形・大分・茨城・島根・大分の8県での開設が決定され、最初に設立された長野の桔梗ヶ原女子拓務訓練所がそのモデルとされた。それ以降は、設立契機などの詳細が不明なものも多いが、相庭和彦らは1942年までに14府県19施設、杉山春は終戦までに18都府県で設置されたとしている。
初期の訓練所での訓練は施設上の利点を生かした生活訓練に重点が置かれたが、のちには開拓民としてより合理的・系統的な訓練に変容していった。訓練生は17歳以上、訓練期間は1年間の長期と、1か月の短期であった。広島県の女子拓務訓練所の記録によれば、修了生のおよそ1/3が大陸の花嫁となり、その他の手段で渡満もしくは渡満を希望する者を含めるとおよそ2/3が満洲に入植したと考えられる。

#### 修練農場
この他に農林省の管轄であった修練農場でも、講習会や訓練所と同様の訓練が実施されたとされる。修練農場は農民道場とも呼ばれる。1934年から農夫の講習を目的として各都府県に設置され、1944年までに50余りが開設された。設置当初は男性を対象としていたが、1930年代後半から女子部が開設された。
『青年』（1938年・11月号）の記事によると、修練農場女子部は「開拓地における共同生活の心構えを涵養し、開拓2世を満人の同化力から守って日本人として育てる立派な母」の養育を目的とし、その卒業生のおよそ7割が渡満を希望したと記録されている。

#### 結婚の斡旋を行った団体
以上のような養成機関とは別に、指導者組織である女子拓殖同志会、女子拓殖関係者によって組織された配偶者斡旋協議会、あるいは官制団体の大日本連合女子青年団が開設した開拓士結婚相談所などが花嫁の斡旋を行った。斡旋されたのは内地に限らず、開拓団員の家族・教員・看護婦などとして渡満した未婚女性や満洲建設女子勤労奉仕隊の女性もいた。

### メディアによる喧伝
満洲への花嫁送出に対し、「大陸の花嫁」のキーワードを用いてイメージ戦略を行ったのが各種のメディアと大衆芸能である。こうした活動は、女性の自発的選択や家族などの積極的・許容的態度を促す事を目的としており、花嫁送出の「気運」の醸成に大きな役割を果たしたと考えられる。
もっとも顕著な活動を行ったのは『拓け満蒙』（のち『新満洲』『開拓』）や『処女の友』などの移民を推進する機関誌で、論説・訪問記・座談会などの特集記事や、小説・詩・歌謡などの娯楽を掲載するなど、多面的に大陸の花嫁を扱った。次に注目されるのが『主婦の友』『婦人倶楽部』『婦人公論』などの婦人雑誌である。1938年5月に内務省警保局は「婦人雑誌に対する取り締まり方針」を出し、誌面から反軍国・反戦時的は記事を締め出した。これ以降に、婦人雑誌も大陸の花嫁を扱うようになる。こうした雑誌は開拓地や訓練所の取材記や大陸の花嫁をテーマにした絵画・グラビア記事を掲載し、質素で健康的かつ勤勉で美しい女性像を膨らませていった。
また、文芸作品・映画・歌謡など大衆芸能が大陸の花嫁を美化すると同時に、若い女性の感情移入を促したと考えられる。特に歌謡曲の数は多く、明治期と昭和期の戦時歌謡を比較研究した李有姫は、昭和期の特徴の特徴のひとつとして、女性をテーマに歌うことを挙げ、花嫁ソングとされるものは1938年から1945年までで50曲余りが確認できるとする。
こうした美化されたイメージと現実を結びつける役割を果たしたのが、ニュース映画である。映画会社は大陸の花嫁の合同結婚式や開拓地の取材したトーキーニュース映画を作成し、女性の愛国心や使命感を煽った。

### 大陸の花嫁になった動機
大陸の花嫁となった女性らは、政府などの宣伝を信じて満洲で夫の助けをしながら国家に尽くすことを志願した者もいたが、その多くは貧困や個人的な境遇により「食えない人たち」であった。大陸の花嫁になった女性へのヒアリングを行った陳野守正は、多くの女性は自分の意思で渡満を決めており、その動機として縁故が多い印象があるとしている。また、藤村妙子は、当時の国策雑誌『拓け満蒙』などには「地主になれる」「姑の居ない気楽な暮らし」を夢見る女性に対して戒める言説が度々見られ、こうした夢を叶える手段として大陸の花嫁になった女性もいたと推測している。相庭らは女性側の動機を、経済的な要因（貧困・家に居づらい）・社会的要因（愛国心・社会的使命感）・文化的要因（満洲への憧憬心・好奇心）・家庭的要因（肉親が現地に居住・縁故）・個人的要因（自己実現・解放欲求）・状況的要因（縁談の物理的、時間的切迫性・なりゆき）の6つに分類し、それらが複雑に絡み合って決断に至ったとしている。

## 開拓団の女性

### 開拓地で

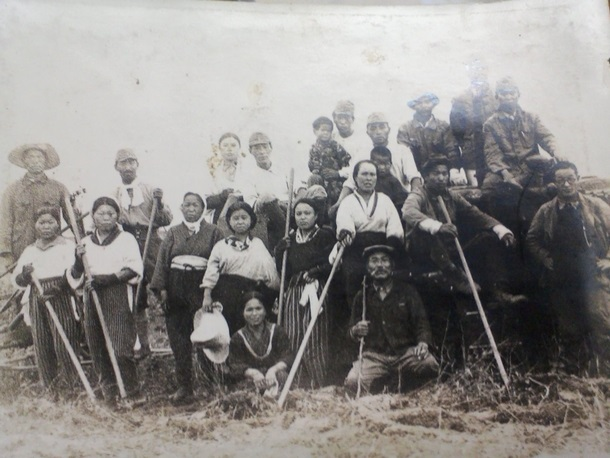
高社郷開拓団

満洲への入植は、未利用土地開発を謳いながら、その実態は現地民の耕作地を買収であった。当時の計画には、1942年度までに買収する予定の土地は2000万ヘクタールとされ、うち350万ヘクタールが耕作地であった。こうした土地買収は満洲拓殖公社と満洲国が、強制的に行った。土地を追われた現地人は、苦力となるか、移住させられた荒地を新たに開拓した。
また、時に開拓団は中国人らに蛮行を行った。1940年に大本営陸軍部研究班が纏めた『海外地邦人の言動より観たる国民教育資料』には、「中国人に対する優越感から生じる差別、蔑視、蛮行、紛議は日本人の老若男女を問わない」「開拓民が中国人に対し殴打暴行は甚だしきは殺害するに至っており、反省を要する」などと現状を報告しており、女性入植者も現地民に対して傲慢な態度を取っていたとされる。
こうした背景から現地民の一部が武装化して開拓団を襲撃するようになった。このような武装集団を日本側は匪賊と呼んだが、その実態は抗日運動であったとする説もある。

### 戦況の悪化

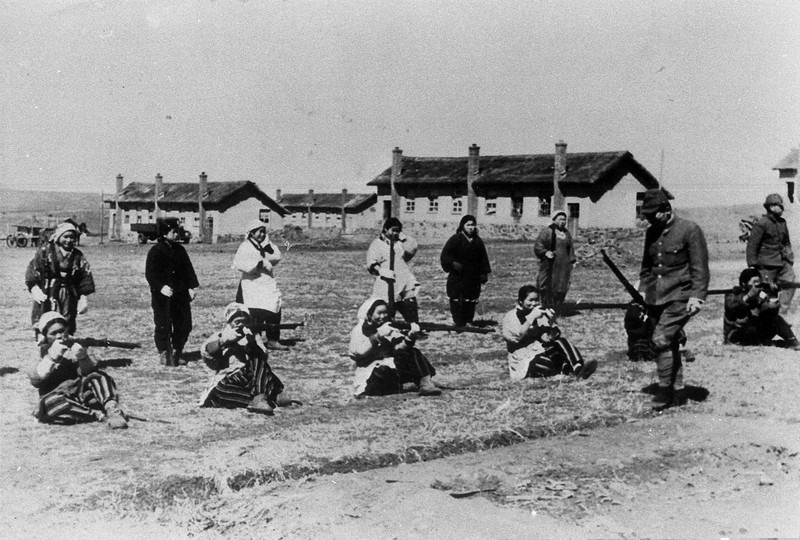
小銃の訓練を受ける女性入植者

戦況の悪化に伴って関東軍の主力が南方へ転戦。結果としてソ連国境の兵員が不足する事態となった。戦争末期には兵員補充のために開拓団の男性が現地召集となり、開拓団は多くの女性と子供、そして兵士になれない老人、病人ばかりとなった。そのため女性たちが開拓団の庶務・経理から、さらには小銃を持っての歩哨まで担うことになる。
1945年になるとソ連の満洲侵攻が危惧され始めるなか、関東軍らは邦人の避難対策に心配がないと喧伝していた。しかし1945年5月、大本営は関東軍に対して「京図線以南・連京線以東」の要域まで引き下がっての持久戦を画策するよう指示。これにより関東軍は事実上満洲を放棄し、大半の開拓団は防衛圏外に置かれた。しかしこの事実は開拓団には知らされることはなく、またソ連侵攻の予測情報も機密を盾に伝達されなかった。また開拓団に避難誘導が行われなかったのは、移民の引き上げがソ連を刺激することを危惧したためだとされるが、その一方で関東軍の将校や満洲国政府高官らは自らの家族を避難させていた。
8月9日にソ連の侵攻が始まると、軍は橋などの拠点を爆破するなどして、開拓団を現地に置き去りにして時間稼ぎをした。またソ連の侵攻と同時に、かつて強制移住させられた旧住民らが暴徒化し、開拓団を襲撃するようになる。

### 引き揚げ

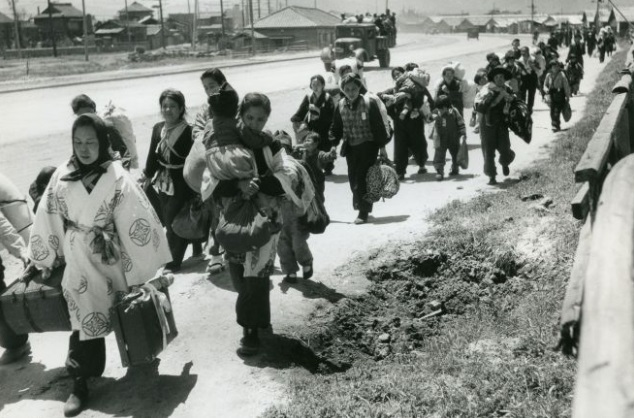
福岡に上陸した引揚者

長野県出身開拓団の犠牲
の資料より作成

こうした状況から、老幼婦女の集団となっていた開拓団は自力での逃避行を強いられた。幸運にも満洲越冬を経験せずに帰還できた開拓団はわずかに6団で、その他はハルピン等の収容所、あるいは退路が絶たれた開拓地での越冬を強いられた。
悪化する状況に帰国を諦め、自決を選んだ女性らも居た。哈達河開拓団の麻山事件など、集団自決は確認されているだけで48団にのぼり、この他にも家族単位での自決も目撃されている。『満洲開拓史』（1980年）では、自決による犠牲者は数千人と記録されている。また子供の犠牲も多い。『長野県満州開拓史』（1984年）によると、大日向村開拓団での16歳以下の子供の犠牲は、年齢が低いほど犠牲者が多いことが分かる。こうした犠牲は悲惨な逃避行によるものが多いが、中には已むに已まれず母親が自ら手を掛けた事もあったとされる。その他にも栄養失調や発疹チフスなどで命を落とす者も少なくなかった。
1946年5月から開拓団の引き揚げが始まるが、それまでに全滅した開拓団は10団、10名以上の犠牲を出した開拓団は100団を数えた。1956年の外務省の調査によると、終戦時の全在満邦人のうち約14%が開拓民であったが、死者数ではその約50%が開拓民であり、開拓団が特に過酷な条件に取り残されたことが分かる。また、『長野県満州開拓史』によれば、開拓地で徴用された男性が復員出来た割合は約78%であったが、開拓団に残った在団員が引き揚げ出来た割合は約42%でしかない。犠牲者の男女比は明らかではないが、陳野は在団員の犠牲の多くは女性と子供であったであろうとしている。
また、故郷に帰っても、戦後の混乱の中に元開拓民には住む家も耕す畑もなく、故郷に帰っても歓迎されることは少なかった。1945年には引揚者の生活難救済の為に緊急開拓事業が閣議決定され、これにより、北海道などに再入植した人も多い。また、召集された夫のほうが帰国が早い事も多く、中には妻の帰国を待たずに再婚していた例もあった。

### 性被害

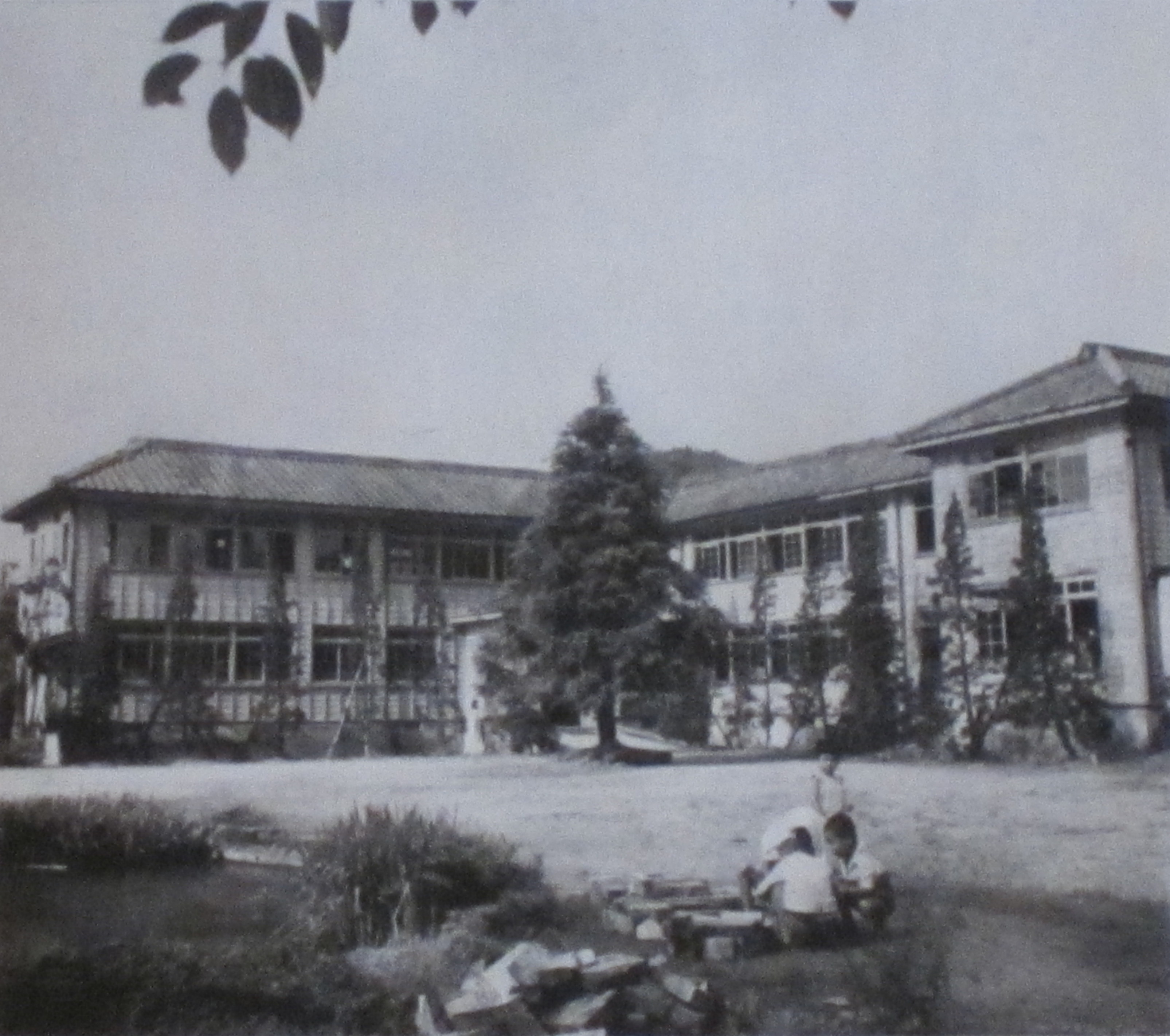
二日市保養所

その逃避行中、あるいは収容所の中で、女性らはソ連兵や中国人からの性暴行の標的となった。その目をごまかそうと女性達は髪を切り、男性らしい姿になるなどしたが、それでも暴行を受け、妊娠、性病への感染、また心に傷を負うことで自殺する者もいた。また、黒川開拓団のように身の安全や食料の交換条件となって、ソ連兵や中国人に対する「性接待」として差し出された女性達もいた。
そうした状況を把握していた日本政府は、帰国した女性に対して性病と混血児を根絶するために水際作戦を行った。入港とともに女性のみに個別面接が行われて暴行の有無についての聴取が行われた。ソ連兵・中国人・朝鮮人などによる強姦の被害女性を「特殊婦人」・これによる妊娠を「不法妊娠」と呼び、被害が判明した女性は二日市保養所・国立福岡療養所・国立佐賀療養所などに送られた。通常は堕胎罪により、これに従事した医療者は罰せられるが、超法規的密命によって二日市保養所などでは堕胎手術が実施された。そうした被害や処置の全体像は明らかではないが、調査の一例として『仙崎引揚援護局史』（1946年）によれば、1946年の4月から8月までに仙崎港に上陸した満洲からの特殊婦人の総数は5959人。そのうち相談所に訪れた女性は5130人、妊娠85人、性病262人と報告されている。

### 残留婦人

方正県の開拓団の犠牲
『満洲開拓史』の資料より作成

また、生き残るために帰国を諦めて中国人と結婚した女性もいた。当時の中国には売買婚の風習があったため、嫁を迎えられない貧しい農家では日本人であっても女性の需要があった。それゆえ嫁ぎ先は、貧苦農や苦力が多い。特に悲惨な状況だったとされる方正県の3団についての調査報告では、在団員の内およそ21%が中国人との婚姻で残留となっている。
現在でも、中国人との結婚で残留した女性を含む残留婦人について全容は明らかになっておらず、また日本政府の対応も十分ではない。1946年から始まった引き揚げは、中国の内戦による中断を挟み1958年に終了。この間に引き揚げたのは、残留者約155万人のうち約107万9500人である。
1972年に中国との国交が回復すると、調査が再開された。これによって帰国を果たした残留邦人も居たが、1995年6月時点の厚生省の発表によると、約1300人の残留婦人が確認されている。2022年1月時点での厚生労働省による発表では、帰国を果たした残留婦人は、永住帰国者は4167人、一時帰国者は4627人である。

## 大陸の花嫁となった著名人
- 井筒紀久枝 - 俳人。1943年に渡満し1946年に引き揚げ。自らの体験を俳句・短歌にまとめる[63]。
- 西﨑キク - 女性パイロットのパイオニア。1938年に渡満し、夫との死別と再婚を経て1946年に引き揚げ[64]。

## 大陸の花嫁に関連する作品

### 戦中
文学
- 『大陸の花嫁』（1939） 著者：林房雄、出版：第一書房 国会図書館
- 『拓士の妻』（1941） 著者：竹田敏彦、出版：春陽堂書店 国会図書館
- 「天晴れ拓士の妻」『われら斯く闘ふ』（1945） 著者：川口直樹、出版：東洋経済新報社 国会図書館

映画
- 『大陸の花嫁』（1938） 監督：吉村操、主演：琴糸路、製作：大都映画 日本映画情報システム
- 『大陸の花嫁』（1939） 監督：蛭川伊勢夫、主演：三浦光子、製作：松竹株式会社 日本映画製作者連盟
- 『開拓の花嫁』（1943） 監督：坂根田鶴子、製作：満洲映画協会

歌謡曲
- 『花嫁部隊の唄』（1938） 作詞：若杉雄三郎、作曲：中山晋平、歌：豊島珠江、能勢妙子、藤原亮子
- 『大陸の花嫁』（1938） 作詞：西川林之助、作曲：草笛圭三曲、歌：三門順子
- 『大陸の花嫁』（1939） 作詞：小立野遥、作曲：阿部武雄、歌：ミス・コロムビア
- 『北満花嫁だより』（1939） 作詞：田村和夫、作曲：細川潤一、歌：横山郁子
- 『大陸花嫁の歌』（1940） 作詞：江崎小秋、作曲：大村能章、歌：佐々木郁子
- 『開墾花嫁の歌』（1941） 作詞：佐藤惣之助、作曲：島田逸平、歌：松島詩子
- 『貴方しっかり』（1941） 作詞：菊田一夫、作曲：長津義司、歌：杉狂児、美ち奴

落語・漫才
- 『大陸の花嫁』（1943） 作：6代目三遊亭圓生[65]
- 『大陸の花婿』（1943） 作：5代目蝶花楼馬楽[65]
- 『大陸の花嫁』（1939） 作：秋山右楽・左楽作 国会図書館

### 戦後
ノンフィクション本
- 『麻山の夕日に心あらば』（1970）著者：大平壮義
- 『麻山事件-満洲の野に婦女子四百余名自決す』（1983） 著者：中村雪子
- 『祖国よ-「中国残留婦人」の半世紀』（1995） 著者：小川津根子
- 『満州女塾』（1996） 著者：杉山春
- 『「大陸の花嫁」からの手紙』(2011)　著者：後藤和雄
- 『「帝国」の映画監督坂根田鶴子 』（2011） 著者：池川玲子
- 『轍-大陸の花嫁-』(2016） 著者：静岡新聞社

ドキュメンタリー
- 『花の夢 -ある中国残留婦人-』(2007） 監督：東志津
- 『満州へ花嫁を送れ 女子拓務訓練所』（2013） 製作：日本テレビ
- 『記憶の澱』（2017） 製作：日本テレビ

ドラマ
- 『開拓者たち』（2012） 脚本：坪田文、主演：満島ひかり、製作：日本放送協会
- 『強行帰国-忘れ去られた花嫁たち-』（2012） ドラマ脚本：土城温美、製作：TBSテレビ

ほか、参考文献も参照のこと。